# Les Domes
Les Domes és una entitat de població del municipi de Vallfogona de Ripollès a la comarca del Ripollès. En el cens de 2009 no tenia cap habitant inscrit.
El nom de Les Domes prové dels noms antics de la Rectoria Vella i de cal Campaner, que eren conegudes respectivament com la Doma de Dalt o Doma Segona, i la Doma de Baix o Doma Primera. Antigament la parròquia de Sant Julià de Vallfogona era regida per dos sacerdots anomenats domers i que residien un a cada Doma.
L'origen d'aquest veïnat es remunta al segle ix, època en què es va consagrar la primitiva església de Sant Julià. És molt probable que existís un petit establiment rural en aquest indret, molt abans de l'aparició de l'actual nucli de Vallfogona, format a recer del Castell o de la Sala a partir dels segles xiii i xiv.
En l'època de màxima esplendor d'aquest veïnat, els segles xviii i xix, constava de quatre cases habitades.